# مرد نان‌زنجبیلی (فیلم)
مرد نان‌زنجبیلی (انگلیسی: The Gingerbread Man) فیلمی در ژانر درام به کارگردانی رابرت آلتمن است که در سال ۱۹۹۸ منتشر شد.

## بازیگران
- کنت برانا
- امبت دیویتس
- رابرت داونی جونیور
- تام برنگر
- داریل هانا
- رابرت دووال
- فامکه یانسن
- می ویتمن
- جسی جیمز
- تروی بیر
- سونی شرویر